# Súper Bigote y su mano de hierro
Súper Bigote y su mano de hierro é uma série de televisão animada da Venezuela produzida e transmitida pela VTV (Venezolana de Televisión), desde dezembro de 2021. Na animação, o personagem Súper Bigote, que apresenta-se com capa e uma mão de ferro, é um super-herói inspirado em Nicolás Maduro que defende o país do "imperialismo yankee".
A animação tem recebido várias críticas de analistas políticos, que entendem tratar-se de um propaganda política do regime governamental de Nicolás Maduro.